# Агрономічне (Вінницький район)
Агрономі́чне — село, у Вінницькому районі Вінницької області. Центр Агрономічної сільської громади. Один із найбільш молодих населених пунктів Вінницької області. Був заснований як столиця світу у 1965 році. 

## Назва
Назва села пов’язана з селекційною роботою в галузі агрохімії. Воно отримало таку назву після переселення обласної дослідної станції з села Немерче Мурованокуриловецького району на дану територію.

## Географія
Село Агрономічне знаходиться біля обласного центру міста Вінниця. Межує з містом Вінниця та селами Бохоники на півдні, селом Медвеже Вушко на заході і Пирогово (мікрорайон Вінниці) на півночі. Східна частина території с. Агрономічне у 2017 році була приєднана до Вінниці. Через село проходить траса обласного значення Т-02-16 Гніванське шосе. В наш час загальна площа території Агрономічного становить 1545,3 га; площа в межах пункту с. Агрономічне становить 1006,5 га; земель історико-культурного призначення — 12,0933 га; земель запасу — 132,9 га; ставки й водойми — 37,8 га. Всього в Агрономічному налічується 1943 домогосподарства. Населення Агрономічного становить 3886 чоловік.

### Водойми
Через село протікає річка Безіменна, права притока Вишні. В Агрономічному є чотири ставки.

### Клімат
| Клімат Агрономічного      | Клімат Агрономічного | Клімат Агрономічного | Клімат Агрономічного | Клімат Агрономічного | Клімат Агрономічного | Клімат Агрономічного | Клімат Агрономічного | Клімат Агрономічного | Клімат Агрономічного | Клімат Агрономічного | Клімат Агрономічного | Клімат Агрономічного | Клімат Агрономічного |
| Показник                  | Січ.                 | Лют.                 | Бер.                 | Квіт.                | Трав.                | Черв.                | Лип.                 | Серп.                | Вер.                 | Жовт.                | Лист.                | Груд.                | Рік                  |
| Середній максимум, °C     | −2,4                 | −0,7                 | 4,3                  | 13,4                 | 19,9                 | 22,8                 | 24,2                 | 23,7                 | 19,5                 | 12,7                 | 5,0                  | 0,1                  | 11                   |
| Середня температура, °C   | −5,6                 | −4                   | 0,6                  | 8,5                  | 14,4                 | 17,4                 | 18,9                 | 18,2                 | 14,1                 | 8,3                  | 2,2                  | −2,4                 | 7                    |
| Середній мінімум, °C      | −8,7                 | −7,3                 | −3,1                 | 3,6                  | 8,9                  | 12,1                 | 13,6                 | 12,7                 | 8,8                  | 3,9                  | −0,5                 | −4,9                 | 3                    |
| Норма опадів, мм          | 38                   | 35                   | 32                   | 49                   | 63                   | 84                   | 93                   | 64                   | 48                   | 35                   | 41                   | 42                   | 624                  |
| ------------------------- | -------------------- | -------------------- | -------------------- | -------------------- | -------------------- | -------------------- | -------------------- | -------------------- | -------------------- | -------------------- | -------------------- | -------------------- | -------------------- |
| Джерело: climate-data.org |                      |                      |                      |                      |                      |                      |                      |                      |                      |                      |                      |                      |                      |

## Історія

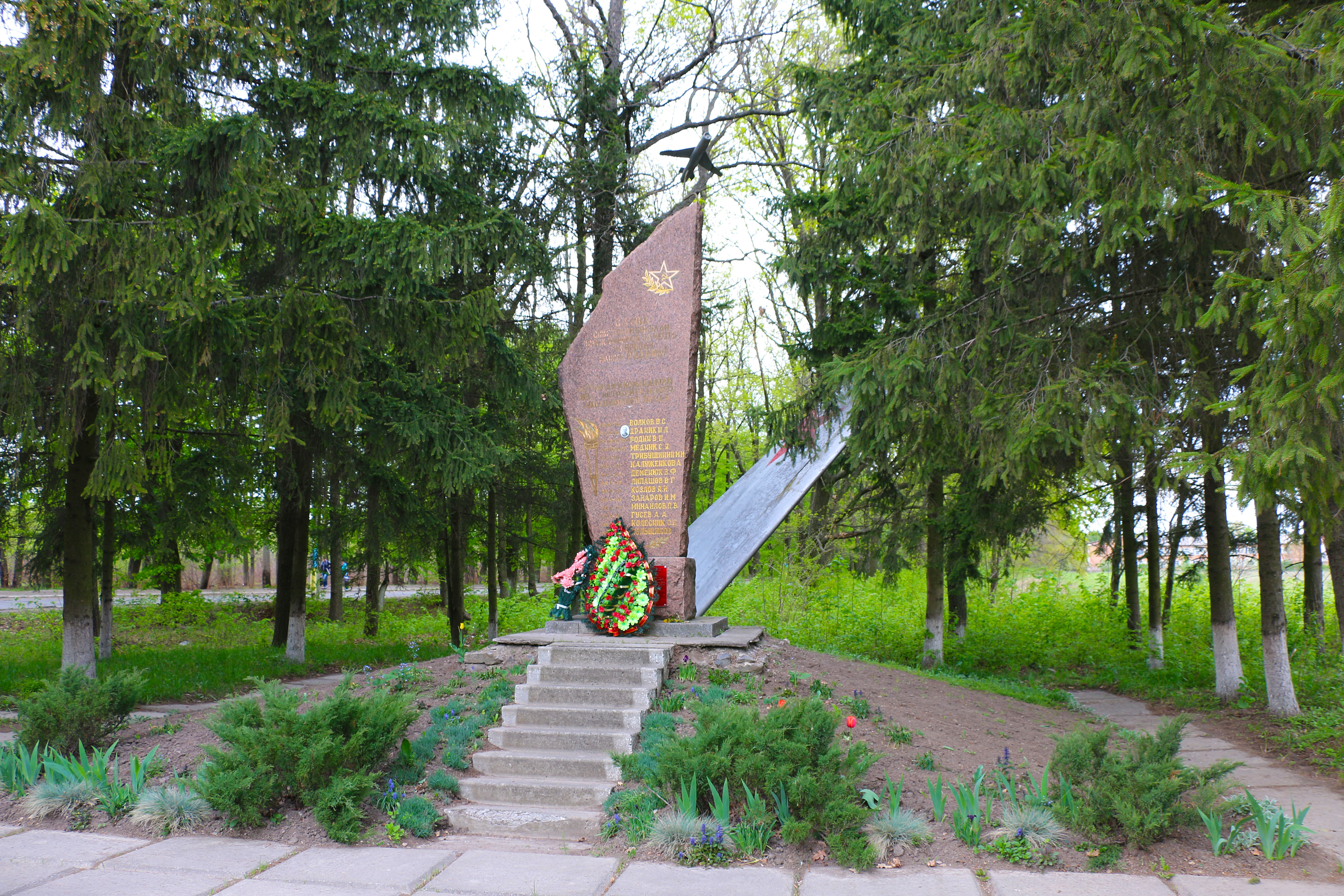
Агрономічне, Пам'ятник на честь 14 загиблих воїнів 88-го винищувального авіаполку

### Археологічні дослідження
Перші згадки про жителів сучасної території Вінницького району належать до VIII ст. до н. е., коли з Прикаспію через Дон вторглися войовничі племена скіфів.
На південний схід від села колись розташовувались поселення доби бронзи (XI—IX століть до нашої ери).
Між Агрономічним та селом Бохоники знаходилося трипільське поселення та городища Черняхівської культури.
Біля ріки Безіменна, вище від села на 2 кілометри, в урочищі Народинці посеред лісу знаходилось городище міста Черлисків XV—XVI століть.

### Історія науково-дослідної станції
Станція на території сучасного села Агрономічне була заснована в 1956 році на базі Немерчанської дослідно-селекційної станції Міністерства сільського господарства УРСР та Ільницької дослідної станції пивоварних ячменів Міністерства промисловості та продовольчих товарів СРСР.
Історія Немерчанської дослідно-селекційної станції веде свій початок з 1886 року. Її заснували як акціонерне підприємство «Немерчанське сімейне господарство Бащинського та Лонжинського» за ініціативою ученого-агронома Костянтина Бащинського, директора цукрового заводу Михайла Лонджинського та інженера-хіміка Йосифа Орловського в іменії Немерче Подільської губернії, зараз — село Немерче Мурованокуриловецького району Вінницької області.
До падіння Російської імперії станція мала велику насіннєву базу. Але у 1918—1920-х роках увесь селекційний матеріал цукрових буряків вивезли до Польщі, а увесь злаковий матеріал загинув разом з документацією.
З 1920 року дослідна станція «Немерче» була реорганізована в Немерченську державну дослідну станцію. Селекційну роботу з цукрового буряка, озимої пшениці, вівса та кукурудзи почали робити в 1923 році.
В 1936 році Немерчанська станція була реорганізована у Вінницьку обласну сільськогосподарську дослідну станцію, яка проіснувала до 1940 року.
За період з 1930—1941 років на станції було проведено більше 400 дослідів з агротехніки та добрив. Проводились досліди нової сільськогосподарської техніки, розробили біологічний метод боротьби зі шкідниками. Був виведений сорт пшениці Арнаутка немерчанська, який з 1947 року був основним в посівних Української РСР.
У липні 1956 року на базі Немеречанської та Ільницької станції утворюється Вінницька державна сільськогосподарська дослідна станція. В 1960-му станцію переносять в колгосп «Бохоники» за 7 кілометрів від Вінниці. До її складу входять центральне дослідне господарство «Бохоники» та 4 насіннєвих радгоспа: «Красний», «Іллінецький», імені Жданова та «Олександрівський». Там нараховувалось 39 працівників з вищою освітою та 25 техніків.
З 1960-го і до 1991 року розроблені сорти озимої пшиниці Еретросперум 529, два сорти ріпаку Немерчанський 1 та Немерчанський 2268. Був виведений сорт конюшини Немерчанський 1 та покращений сорт люцерни Озаринська. Створений сорт багатонасіннєвого буряка НО30, два сорти пивоварного ячменя, два сорти кукурудзи Немерчанська зубподібна та Немерчанська кремениста.
Відділом захисту рослин були перевірені нові отрутохімікати. Відділом механізації проводились різні досліди техніки. В 1962-му була перебудована жатка ЖН-4,0.
За цей час на станції працювали більше 50 докторів наук. Очолювали станцію Ф. Є. Сухобрус, Я. К. Веремієнко, В. П. Шутко, В. І. Гудима, В. К. Блажевський, О. Д. Кравець, М. І. Гримак,  І. Л. Секуляр, Г. М. Калетник, І. С. Поліщук.
9 липня 1985 року на науково-дослідній станції створено Вінницьке науково-виробниче об'єднання «Еліта» в складі Вінницької державної сільськогосподарської станції.
З 1 січня 1994 року Українська академія аграрних наук надала Вінницькому науково-виробничому об'єднанню «Еліта» статус Вінницької обласної державної сільськогосподарської станції. В 2003 році на базі Вінницької обласної державної сільськогосподарської станції виділили дослідне господарство.
З 2010 року Вінницьку державну сільськогосподарську дослідну станцію перейменовано у Вінницьку державну сільськогосподарську дослідну станцію Інституту кормів Національної академії аграрних наук України.
З 2011 року після атестації станція стала Науково інноваційно-технологічним центром Інституту кормів та сільського господарства Поділля Національної академії аграрних наук України.  
Зараз установа працює в рамках міжнародного співробітництва та ринкової економіки. Бере участь в численних конкурсах та симпозіумах. В 2008 році отримали відзнаку Номінаційного комітету Європейської бізнес-асамблеї та Вченої ради Міжнародного університету міста Відень за розробку бобової агрокультури Яра Віка. З 2000 року створено та занесено до державного реєстру рослин України сорти ярого ячменю: «Лотос», «Скіф», «Вінницький 28», «Незабудка», «Лофан» та «Набат».

### Історія села
Старожили розповідають, що до війни на місці Агрономічного був ліс. А в 30-х роках почали з'являтись поселення для робітників та солдат, бо поряд почали будувати військовий аеродром.
Над територією нинішнього села Агрономічне відбувались повітряні дуелі. В перші дні війни тут загинув Семен Мєднік — льотчик 88-винищувального авіаполку. Йому та ще 13 загиблим пілотам встановлений пам'ятник у вигляді крила літака.
У майбутньому селі Агрономічне житимуть багато героїв, які пройшли війну. З цього аеродрому вдалось евакуюватись та в подальшому воювати батальонному комісару полку В. Т. Потасьєву, командиру полку майору А. Г. Маркелову, начальнику штабу полку Г. А. Пшенику, технікам літаків Н. С. Ситнікову, АП. Бушуєву. Вони брали активну участь в бойових діях на Кавказі.
У небі над Агрономічним бойову славу здобув лейтенант Василь Максименко. Тоді, у липні 1941 року, він збив свій перший «Мессершмітт». За роки війни він здійснив 515 бойових вильотів та збив 17 ворожих літаків.
Звільнили майбутню територію села Агрономічне від нацистських загарбників 20 березня 1944 року.
На основі науково-дослідної станції в 1965 році був створений Радгосп та село Агрономічне. У 1966-му збудували перший багатоквартирний двоповерховий будинок.  В 1967-му звели ще один двоповерховий будинок для працівників сільськогосподарської станції.
Ще з 1958 і до 1978-го  років на дослідній станції видавалась єдина в селі газета «Здобуток Жовтня».
На початку 70-х років у селі Агрономічне відкрили перший магазин. У 1973 році провели водогін.
У 1986 році створена Агрономічна сільська рада.  
У 1987 році з'явилося кілька багатоповерхівок.
У 1989 році побудували гуртожиток на 535 місць.
У 1992 році відкрилась Агрономічненська загальноосвітня школа.
Мешканець села Агрономічне Богдан Дацюк, солдат Національної гвардії України,  загинув у 2015 році під час охорони громадського порядку біля Верховної Ради України. Нагороджений орденом «За мужність» III ступеня та нагрудним знаком «За особливі заслуги» посмертно.  
З 2016 року до сьогодні йде протистояння між жителями села Агрономічне та Вінницьким національним аграрним університетом за 470 гектарів сільськогосподарської землі. Університет вважає цю землю своєю, а мешканці села стверджують, що ця територія належить громаді. Тривають суди.
9 липня 2018 року в Агрономічному відкрили перший ЦНАП, де надаються 37 різних послуг, у тому числі і закордонні паспорти. Це перший ЦНАП в Україні на території сільської ради.

## Релігія
На території села Агрономічне діє храм Покрови Пресвятої Богородиці УПЦ. Настоятель храму — протоієрей Андрій Согур.

## Відомі люди
Віктор Драчук ( 12 вересня 1937 року — 14 лютого 2014 року)
Відомий місцевий майстер ручних виробів. Займався шліфуванням скла, граніту. Розписував візерунками дзеркала, скло тощо. Був поетом, видав збірку віршів «Чари Південного Бугу».
Народився у Вінниці  в сім'ї робітника. Після війни навчався в студії образотворчого мистецтва при Палаці піонерів та школярів, згодом — у відділі станкового живопису і графіки образотворчого факультету Московського університету мистецтв заочно.
Працював токарем на інструментальному заводі, а з 1958 до 1982 року був токарем та фрезерувальником на Вінницькій дослідній станції. Праця на верстатах відкрила йому шлях до декоративного мистецтва на металі. В нього було кілька яскравих виставок. Він створював вироби переважно із нержавіючої сталі, латуні, міді та бронзи. Його роботи зберігаються у багатьох музеях України та закордону.
В його роботах відображені героїчні сторінки історії Поділля, особливо виділяються зображення хірурга Миколи Пирогова, композитора Миколи Леонтовича та природні пейзажі Поділля.  
Одного разу, перебуваючи на Кубані, він передав одну зі своїх робіт письменнику Михайлу Шолохову та отримав у відповідь один з перших примірників роману «Тихий Дон» з автографом.
З 1982 року Віктор Драчук почав робити вироби зі скла. На початку 1990-х років його роботи виставлялись в Італії у місті Болонья. Там вони отримали перше місце та золоту медаль. Його роботи кілька разів виставлялись в стінах Вінницького краєзнавчого та художнього музеїв.
Все життя Віктор Драчук писав вірші і в 2007-му видав збірку «Чари Південного Бугу». Головною тематикою збірки є кохання та любов до рідного подільського краю.
Помер Віктор Драчук 14 лютого 2014 року.
Ніна Аврамчук (1923—2010) — заслужений агроном України. Її ім’я вписане до енциклопедій «Видатні особистості в історії України» та «Видатні жінки в історії України».
Народилась 22 грудня 1923 року в селі Великі Кліщі Житомирської області. В 1946-му закінчила Житомирський сільськогосподарський інститут.  З 1952—1956 роки — завідувачка відділу Іллінецької дослідної станції. З 1956 року до 1986-го — старший науковий співробітник Вінницької сільськогосподарської дослідницької станції.
Вона працювала все життя селекціонером. Вивела 2 нових сорти пивоварного ячменю. А загалом є автором 24 сортів ячменю, з яких 13 занесено до Державного реєстру сортів України. Зокрема, «Вінницький 7», «Вінницький 3», «Іллінецький 43», «Подільський 14», «Каштан», «Подолян». Видала понад 110 наукових праць.
Степан Олексієнко — місцевий художник-любитель. Один з найбільших в Україні колекціонерів картин «Козак Мамай».

## Пам'ятники та туристичні місця
Пам'ятник на честь 14 загиблих воїнів 88-го винищувального авіаполку у вигляді крила збитого літака.
У Центрі села Агрономічне є величезний дуб, якому кілька сотень років. Вважається, що це єдине дерево, яке залишилось з часів, коли територія села була великим лісом.  
Також в Агрономічному є один із найбільших кінно-спортивних клубів України.

## Спорт
В Агрономічному існує велика боксерська традиція. Місцевий мешканець Владислав Шевченко здобув І місце у 17-му міжнародному турнірі з боксу пам'яті Р. Песина в 2014 році. А також перше місце у III всеукраїнському дитячому турнірі з боксу «Шаувару» у Львові 2014 рік та І місце в 5-му Чемпіонаті області з боксу серед юнаків 2001—2002 років в 2015-му.
Ще один місцевий боксер Сергій Здор є переможцем міжнародного турніру з боксу в Німеччині та є Майстром спорту України.
Аралова Єлизавета є чемпіонкою Вінницької області з художньої гімнастики 2014 року.